# Fastighets Aktiebolaget Corallen
Fastighets Aktiebolaget Corallen är ett svenskt fastighetsbolag som specialiserar sig på att förvalta och utveckla kommersiella fastigheter och är verksam i Östra Götaland (Jönköping och Linköping). Fastighetsbolaget har fastigheter med en sammanlagd area på omkring 260 000 kvadratmeter (m2) och till ett värde av nästan 2,7 miljarder SEK.
De ägs till 100% av Castellum Aktiebolag.